# Cernotina mandeba
Cernotina mandeba är en nattsländeart som beskrevs av Oliver S. Flint Jr. 1974. Cernotina mandeba ingår i släktet Cernotina och familjen fångstnätnattsländor. Inga underarter finns listade i Catalogue of Life.